# Cleòmenes (general)
Cleòmenes  (Cleomenes, Kleoménes, Κλεομένης) fou fill del general Pausànies, germà del rei Pleistoanax i oncle del rei Pausànies d'Esparta. Va dirigir l'exèrcit peloloponèsic en la seva quarta invasió d'Àtica en el cinquè any de la Guerra del Peloponès (427 aC). Cleòmenes va actuar en nom del seu nebot Pausànies que era menor.